# Elecciones estatales de Coahuila de 2018
El Proceso Electoral Local 2017-2018, comúnmente llamado elecciones estatales de Coahuila de 2018 se llevaron a cabo el domingo 1 de julio de 2018, simultáneamente con las elecciones federales, y en ellas se renovaron los 38 ayuntamientos del estado, compuestos por un presidente municipal, un síndico y sus regidores, electos para un periodo de tres años con posibilidad de reelección para el periodo inmediato.

## Ayuntamientos
|  | 26.74 % |

|  | 34.58 % |

|  | 2.53 % |

|  | 1.79 % |

|  | 2.61 % |

|  | 1.42 % |

|  | 1.40 % |

|  | 19.62 % |

|  | 1.24 % |

|  | 3.67 % |

|  | 2.36 % |

|  | 97.97 % |

|  | 2.03 % |

|  | 63.02 % |

### Ayuntamiento de Abasolo
|  | 48.29 % |

|  | 46.75 % |

|  | 0.00 % |

|  | 0.55 % |

|  | 0.22 % |

|  | 3.64 % |

|  | 99.45 % |

|  | 0.55 % |

|  | 89.10 % |

|  | 10.90 % |

### Ayuntamiento de Acuña
|  | 9.46 % |

|  | 27.42 % |

|  | 18.11 % |

|  | 1.26 % |

|  | 1.27 % |

|  | 1.82 % |

|  | 0.94 % |

|  | 8.17 % |

|  | 0.57 % |

|  | 28.48 % |

|  | 97.49 % |

|  | 2.51 % |

|  | 64.25 % |

|  | 35.75 % |

### Ayuntamiento de Allende
|  | 17.09 % |

|  | 28.62 % |

|  | 1.14 % |

|  | 1.07 % |

|  | 8.22 % |

|  | 1.00 % |

|  | 6.52 % |

|  | 0.24 % |

|  | 33.42 % |

|  | 97.34 % |

|  | 2.66 % |

|  | 71.96 % |

|  | 28.04 % |

### Ayuntamiento de Arteaga
|  | 18.55 % |

|  | 52.57 % |

|  | 5.76 % |

|  | 1.58 % |

|  | 2.71 % |

|  | 0.82 % |

|  | 1.48 % |

|  | 11.27 % |

|  | 1.11 % |

|  | 1.48 % |

|  | 97.35 % |

|  | 2.65 % |

|  | 72.11 % |

|  | 27.89 % |

### Ayuntamiento de Candela
|  | 40.07 % |

|  | 53.96 % |

|  | 0.79 % |

|  | 0.79 % |

|  | 1.58 % |

|  | 0.65 % |

|  | 97.84 % |

|  | 2.16 % |

|  | 90.97 % |

|  | 9.03 % |

### Ayuntamiento de Castaños
|  | 24.88 % |

|  | 39.87 % |

|  | 2.32 % |

|  | 3.65 % |

|  | 1.27 % |

|  | 6.05 % |

|  | 1.55 % |

|  | 10.78 % |

|  | 2.46 % |

|  | 5.06 % |

|  | 97.93 % |

|  | 2.07 % |

|  | 65.88 % |

|  | 34.12 % |

### Ayuntamiento de Cuatrocienegas
|  | 44.81 % |

|  | 33.41 % |

|  | 1.12 % |

|  | 1.03 % |

|  | 2.87 % |

|  | 1.71 % |

|  | 1.26 % |

|  | 7.82 % |

|  | 2.59 % |

|  | 0.92 % |

|  | 97.54 % |

|  | 2.46 % |

|  | 69.27 % |

|  | 30.73 % |

### Ayuntamiento de Escobedo
|  | 51.28 % |

|  | 43.08 % |

|  | 0.33 % |

|  | 0.87 % |

|  | 3.06 % |

|  | 98.63 % |

|  | 1.37 % |

|  | 83.63 % |

|  | 16.37 % |

### Ayuntamiento de Francisco I. Madero
|  | 12.14 % |

|  | 27.68 % |

|  | 1.72 % |

|  | 2.88 % |

|  | 6.41 % |

|  | 1.17 % |

|  | 1.28 % |

|  | 41.12 % |

|  | 3.15 % |

|  | 0.63 % |

|  | 98.69 % |

|  | 1.83 % |

|  | 74.61 % |

|  | 25.39 % |

### Ayuntamiento de Frontera
|  | 25.78 % |

|  | 35.71 % |

|  | 8.96 % |

|  | 1.54 % |

|  | 2.76 % |

|  | 0.79 % |

|  | 1.16 % |

|  | 20.34 % |

|  | 0.80 % |

|  | 0.39 % |

|  | 98.26 % |

|  | 1.74 % |

|  | 66.56 % |

|  | 33.44 % |

### Ayuntamiento de General Cepeda
|  | 59.03 % |

|  | 29.46 % |

|  | 1.38 % |

|  | 1.08 % |

|  | 0.73 % |

|  | 0.36 % |

|  | 0.55 % |

|  | 4.75 % |

|  | 0.31 % |

|  | 0.28 % |

|  | 97.94 % |

|  | 2.06 % |

|  | 79.99 % |

|  | 20.01 % |

### Ayuntamiento de Guerrero
|  | 50.47 % |

|  | 42.06 % |

|  | 0.58 % |

|  | 0.07 % |

|  | 0.29 % |

|  | 2.01 % |

|  | 1.94 % |

|  | 0.00 % |

|  | 0.22 % |

|  | 97.63 % |

|  | 2.37 % |

|  | 86.02 % |

|  | 13.98 % |

### Ayuntamiento de Hidalgo
|  | 47.15 % |

|  | 1.03 % |

|  | 6.39 % |

|  | 44.18 % |

|  | 98.74 % |

|  | 1.26 % |

|  | 84.07 % |

|  | 15.93 % |

### Ayuntamiento de Jiménez
|  | 10.38 % |

|  | 51.15 % |

|  | 2.22 % |

|  | 6.37 % |

|  | 2.43 % |

|  | 0.80 % |

|  | 7.16 % |

|  | 0.20 % |

|  | 15.96 % |

|  | 96.67 % |

|  | 3.33 % |

|  | 66.04 % |

|  | 33.96 % |

### Ayuntamiento de Juárez
|  | 39.47 % |

|  | 56.43 % |

|  | 0.57 % |

|  | 0.19 % |

|  | 0.29 % |

|  | 0.86 % |

|  | 0.00 % |

|  | 97.81 % |

|  | 2.19 % |

|  | 80.63 % |

|  | 19.37 % |

### Ayuntamiento de Lamadrid
|  | 44.63 % |

|  | 45.22 % |

|  | 0.22 % |

|  | 0.22 % |

|  | 1.54 % |

|  | 0.22 % |

|  | 3.75 % |

|  | 0.07 % |

|  | 2.06 % |

|  | 97.94 % |

|  | 2.06 % |

|  | 90.43 % |

|  | 9.57 % |

### Ayuntamiento de Matamoros
|  | 6.07 % |

|  | 36.63 % |

|  | 0.87 % |

|  | 1.62 % |

|  | 3.77 % |

|  | 0.75 % |

|  | 1.79 % |

|  | 44.23 % |

|  | 2.33 % |

|  | 0.30 % |

|  | 98.34 % |

|  | 1.66 % |

|  | 71.67 % |

|  | 28.33 % |

### Ayuntamiento de Monclova
|  | 35.53 % |

|  | 27.54 % |

|  | 3.68 % |

|  | 0.77 % |

|  | 1.27 % |

|  | 0.59 % |

|  | 0.68 % |

|  | 10.54 % |

|  | 0.39 % |

|  | 0.42 % |

|  | 16.90 % |

|  | 97.98 % |

|  | 2.02 % |

|  | 69.17 % |

|  | 30.83 % |

### Ayuntamiento de Morelos
|  | 29.15 % |

|  | 53.50 % |

|  | 1.20 % |

|  | 0.55 % |

|  | 4.86 % |

|  | 0.93 % |

|  | 1.51 % |

|  | 3.77 % |

|  | 0.62 % |

|  | 1.06 % |

|  | 97.18 % |

|  | 2.82 % |

|  | 73.38 % |

|  | 26.62 % |

### Ayuntamiento de Muzquiz
|  | 11.59 % |

|  | 38.85 % |

|  | 1.53 % |

|  | 1.23 % |

|  | 2.13 % |

|  | 4.74 % |

|  | 1.27 % |

|  | 9.55 % |

|  | 0.55 % |

|  | 23.47 % |

|  | 97.17 % |

|  | 2.83 % |

|  | 63.56 % |

|  | 36.44 % |

### Ayuntamiento de Nadadores
|  | 30.06 % |

|  | 34.90 % |

|  | 0.46 % |

|  | 2.26 % |

|  | 1.29 % |

|  | 0.94 % |

|  | 27.65 % |

|  | 0.35 % |

|  | 0.51 % |

|  | 98.41 % |

|  | 1.59 % |

|  | 76.35 % |

|  | 23.65 % |

### Ayuntamiento de Nava
|  | 36.11 % |

|  | 40.42 % |

|  | 2.77 % |

|  | 1.05 % |

|  | 1.41 % |

|  | 1.30 % |

|  | 9.01 % |

|  | 0.65 % |

|  | 2.09 % |

|  | 2.68 % |

|  | 97.52 % |

|  | 2.48 % |

|  | 70.74 % |

|  | 29.96 % |

### Ayuntamiento de Ocampo
|  | 4.92 % |

|  | 46.55 % |

|  | 0.65 % |

|  | 1.92 % |

|  | 1.41 % |

|  | 0.78 % |

|  | 40.70 % |

|  | 0.91 % |

|  | 0.17 % |

|  | 98.02 % |

|  | 1.98 % |

|  | 67.39 % |

|  | 32.61 % |

### Ayuntamiento de Parras
|  | 3.57 % |

|  | 22.27 % |

|  | 6.60 % |

|  | 14.79 % |

|  | 11.66 % |

|  | 0.77 % |

|  | 3.16 % |

|  | 30.41 % |

|  | 3.25 % |

|  | 0.39 % |

|  | 96.88 % |

|  | 3.12 % |

|  | 62.83 % |

|  | 37.17 % |

### Ayuntamiento de Piedras Negras
|  | 12.44 % |

|  | 30.19 % |

|  | 0.67 % |

|  | 1.22 % |

|  | 7.26 % |

|  | 1.11 % |

|  | 1.16 % |

|  | 36.87 % |

|  | 3.49 % |

|  | 2.01 % |

|  | 2.03 % |

|  | 98.50 % |

|  | 1.50 % |

|  | 60.04 % |

|  | 39.96 % |

### Ayuntamiento de Progreso
|  | 1.76 % |

|  | 83.76 % |

|  | 1.13 % |

|  | 0.64 % |

|  | 0.39 % |

|  | 1.32 % |

|  | 8.12 % |

|  | 0.15 % |

|  | 0.49 % |

|  | 97.75 % |

|  | 2.25 % |

|  | 74.14 % |

|  | 25.86 % |

### Ayuntamiento de Ramos Arizpe
|  | 33.29 % |

|  | 40.34 % |

|  | 0.93 % |

|  | 1.31 % |

|  | 2.33 % |

|  | 0.88 % |

|  | 0.92 % |

|  | 16.23 % |

|  | 1.09 % |

|  | 0.51 % |

|  | 97.83 % |

|  | 2.17 % |

|  | 67.28 % |

|  | 32.72 % |

### Ayuntamiento de Sabinas
|  | 21.33 % |

|  | 33.07 % |

|  | 0.54 % |

|  | 1.14 % |

|  | 0.72 % |

|  | 4.93 % |

|  | 1.19 % |

|  | 4.58 % |

|  | 0.24 % |

|  | 30.19 % |

|  | 97.94 % |

|  | 2.06 % |

|  | 64.61 % |

|  | 35.39 % |

### Ayuntamiento de Sacramento
|  | 21.99 % |

|  | 43.81 % |

|  | 0.36 % |

|  | 0.36 % |

|  | 7.01 % |

|  | 2.30 % |

|  | 0.79 % |

|  | 0.00 % |

|  | 21.45 % |

|  | 98.07 % |

|  | 1.93 % |

|  | 94.84 % |

|  | 5.16 % |

### Ayuntamiento de Saltillo
|  | 18.09 % |

|  | 45.25 % |

|  | 1.17 % |

|  | 2.32 % |

|  | 2.53 % |

|  | 0.98 % |

|  | 2.09 % |

|  | 20.51 % |

|  | 1.42 % |

|  | 0.22 % |

|  | 1.23 % |

|  | 1.99 % |

|  | 98.02 % |

|  | 1.98 % |

|  | 67.46 % |

|  | 32.54 % |

Por primera vez el Movimiento Regeneración Nacional logra el segundo lugar en votación.) 

### Ayuntamiento de San Buenaventura
|  | 19.84 % |

|  | 36.87 % |

|  | 2.02 % |

|  | 3.41 % |

|  | 2.00 % |

|  | 2.57 % |

|  | 29.55 % |

|  | 1.54 % |

|  | 0.45 % |

|  | 98.26 % |

|  | 1.74 % |

|  | 68.90 % |

|  | 31.10 % |

### Ayuntamiento de San Juan de Sabinas
|  | 61.48 % |

|  | 26.28 % |

|  | 0.56 % |

|  | 0.61 % |

|  | 0.97 % |

|  | 0.57 % |

|  | 3.80 % |

|  | 0.11 % |

|  | 0.73 % |

|  | 2.81 % |

|  | 97.94 % |

|  | 2.06 % |

|  | 67.91 % |

|  | 32.09 % |

### Ayuntamiento de San Pedro de las Colonias
|  | 27.68 % |

|  | 28.71 % |

|  | 3.72 % |

|  | 1.34 % |

|  | 3.34 % |

|  | 3.53 % |

|  | 1.62 % |

|  | 20.07 % |

|  | 1.28 % |

|  | 5.99 % |

|  | 97.29 % |

|  | 2.71 % |

|  | 72.78 % |

|  | 27.22 % |

### Ayuntamiento de Sierra Mojada
|  | 37.03 % |

|  | 37.32 % |

|  | 0.50 % |

|  | 1.54 % |

|  | 8.45 % |

|  | 0.25 % |

|  | 9.12 % |

|  | 0.58 % |

|  | 3.42 % |

|  | 98.21 % |

|  | 1.79 % |

|  | 63.30 % |

|  | 36.70 % |

### Ayuntamiento de Torreón
|  | 44.53 % |

|  | 26.54 % |

|  | 0.81 % |

|  | 1.35 % |

|  | 1.75 % |

|  | 1.09 % |

|  | 1.06 % |

|  | 19.93 % |

|  | 0.94 % |

|  | 0.53 % |

|  | 98.57 % |

|  | 1.43 % |

|  | 71.33 % |

|  | 28.67 % |

### Ayuntamiento de Viesca
|  | 19.72 % |

|  | 45.57 % |

|  | 2.49 % |

|  | 0.83 % |

|  | 1.97 % |

|  | 1.16 % |

|  | 1.21 % |

|  | 22.70 % |

|  | 0.80 % |

|  | 0.37 % |

|  | 96.82 % |

|  | 3.18 % |

|  | 69.64 % |

|  | 30.36 % |

### Ayuntamiento de Villa Unión
|  | 40.52 % |

|  | 25.91 % |

|  | 4.54 % |

|  | 0.37 % |

|  | 8.13 % |

|  | 0.61 % |

|  | 0.68 % |

|  | 14.55 % |

|  | 2.21 % |

|  | 97.51 % |

|  | 2.49 % |

|  | 67.29 % |

|  | 32.71 % |

### Ayuntamiento de Zaragoza
|  | 37.08 % |

|  | 46.21 % |

|  | 2.07 % |

|  | 0.62 % |

|  | 1.31 % |

|  | 1.39 % |

|  | 0.66 % |

|  | 3.46 % |

|  | 0.21 % |

|  | 4.03 % |

|  | 97.09 % |

|  | 2.91 % |

|  | 68.26 % |

|  | 31.74 % |

#### Candidatos electos
| Municipio                 | Candidato electo                 | Partido |
| ------------------------- | -------------------------------- | ------- |
| Abasolo                   | Mirasol Treviño Puente           |         |
| Acuña                     | Roberto de los Santos Vazquez*   |         |
| Allende                   | Antero Alvarado Saldivar*        |         |
| Arteaga                   | Everardo Durán Flores*           |         |
| Candela                   | Marcos Garza Gonzalez*           |         |
| Castaños                  | Enrique Soto Ojeda*              |         |
| Cuatrociénegas            | Yolanda Cantu Moncada            |         |
| Escobedo                  | Dulce de la Rosa Segura*         |         |
| Fco I. Madero             | Jonathan Avalos Rodriguez        |         |
| Frontera                  | Florencio Siller Linaje *        |         |
| General Cepeda            | Juan Salas Aguirre*              |         |
| Guerrero                  | Matilde Estrada Torres*          |         |
| Hidalgo                   | Delia Pimentel Gomez             |         |
| Jiménez                   | Raul Pecina Villarreal*          |         |
| Juárez                    | Carmen Duron Olivares            |         |
| Lamadrid                  | Andres Vazquez Garza*            |         |
| Matamoros                 | Horacio Piña Avila               |         |
| Monclova                  | Alfredo Paredes Lopez*           |         |
| Morelos                   | Gerardo de Hoyos Perales         |         |
| Múzquiz                   | Luisa Santos Cadena*             |         |
| Nadadores                 | Abraham Gonzalez Ruiz*           |         |
| Nava                      | Zenon Velazquez Velazquez*       |         |
| Ocampo                    | Laura Mara Silva                 |         |
| Parras                    | Ramiro Perez Arciniega           |         |
| Piedras Negras            | Claudio Bres Garza               |         |
| Progreso                  | Federico Quintanilla Riojas      |         |
| Ramos Arizpe              | Jose Maria Morales Padilla       |         |
| Sabinas                   | Cuauhtemoc Rodriguez Villarreal* |         |
| Sacramento                | Yajaira Reyna Ramos              |         |
| Saltillo                  | Manolo Jiménez Salinas*          |         |
| San Buenaventura          | Gladys Ayala Flores*             |         |
| San Juan de Sabinas       | Julio Long Hernandez*            |         |
| San Pedro de las Colonias | Patricia Grado Falcon            |         |
| Sierra Mojada             | Edgar Tavarez Olivas*            |         |
| Torreón                   | Jorge Zermeño Infante*           |         |
| Viesca                    | Nadia Jaramillo Rodriguez        |         |
| Villa Unión               | Narcedalia Padron Arizpe         |         |
| Zaragoza                  | Angeles Flores Torres*           |         |

(*).- Alcaldes que ganaron reelección.